# Саконнакхон (провінція)
Саконнакхон (тай. สกลนคร) — провінція на сході Таїланду, розташована в регіоні Ісаан. Адміністративний центр і найбільше місто — Саконнакхон. Це одна з провінцій, яка є культурним, освітнім та економічним центром Північного Ісаана. Саконнакхон також був колишньою військовою базою Комуністичної партії Таїланду.
Площа 9,580 км². Населення — 1 153 390 осіб (на 2019 рік).